# Привольный (Октябрьский район)
Привольный — хутор в Октябрьском районе Ростовской области. 
Входит в состав Коммунарского сельского поселения.

## География

### Улицы
- ул. Дачная,
- ул. Московская,
- ул. Набережная,
- ул. Северная,
- ул. Тепличная.

## Население
| 2010 |
| ---- |
| 417  |